# A Lot of Love. A Lot of Blood
A Lot of Love. A Lot of Blood – pierwszy minialbum brytyjskiego zespołu indierockowego Florence and the Machine. Wydany został przez wytwórnię płytową IAMSOUND Records w dniu 28 kwietnia 2009 roku tylko w Stanach Zjednoczonych. Minialbum zawiera cover utworu zespołu Cold War Kids "Hospital Beds".

## Lista utworów
Strona 1
1. "Dog Days Are Over" – 4:10
2. "Kiss with a Fist" – 2:14

Strona 2
1. "You've Got the Love" – 2:48
2. "Hospital Beds" – 2:11
3. "Dog Days Are Over" (An Optimo (Espacio) Remix) – 6:43